# 邦樂
邦樂（／ hougaku），又稱和樂（日语：／ Wagaku */?）、國樂（／ kokugaku）。相對於西洋音樂的七音音階，近世邦樂是五音音階，邦樂的節奏多半為兩拍、四拍的偶數拍子，幾乎沒單數的拍子，且歌曲繁多，純樂器樂曲鮮少。樂器一般是當作聲樂的伴奏樂器為使用，但是邦樂的演变，有著微妙不一致的複雜差異。此外，因為三味線、日本筝與尺八等之樂器本身的構造，其具有的雜音性要素，也成為邦樂複雜的音色之一而受到廣大的喜愛。
自從明治時代開始，西洋音樂（簡稱「洋樂」）傳入日本以後，受洋樂影響極大的日本流行音樂（包括演歌、歌謠曲等）即成為了日本音樂的主流，邦樂而因此受到壓抑。可是近年來，邦樂重新受到肯定，愛好邦樂者不斷地增加。外國人士的愛好者也有增加趨勢。
另外「邦樂」一詞在廣義上，也同時做為對包括流行音樂在內所有日本音樂流派之稱呼，而為了與流行音樂區別，又常以純邦樂來稱呼日本傳統音樂。

## 樂器總類
- 日本雅樂：舉行宮廷儀式或神社神事之时所演奏的儀式音樂。是古代由中國和朝鮮傳入的音樂，加上日本自古固有的音乐，可說是日本現存最古老的音樂形式。

- 日本琵琶樂：戰國時代以後，以琵琶伴奏說講戰爭故事而興起的音樂。是邊彈邊唱的聲樂曲。

- 聲明：佛教的典禮音樂，屬於聲樂之一。隨著佛教傳入日本，對其後的日本音樂產生極大的影響。

- 箏曲：箏曲除了指琴曲之外，尚指琴（箏）、三味線與尺八的合奏曲。琴是十三弦的撥弦樂器，在江戶時代，因為與三味線音樂結合，而發展起來。

- 能樂：集現今「能」劇形式之大成的，是在室町時代初期。能是音樂、舞蹈與戲劇的綜合藝術，能的音樂，是由稱為「謠」的聲樂與稱為「雜子」（由笛、鼓、三弦樂器組成）的樂器伴奏所構成的。

- 尺八樂：尺八是鎌倉時代虛無僧取代誦經所吹奏的豎笛。由於長度是一尺八寸（約五十五公分），故稱之為尺八。

- 三味線音樂：三味線有三條弦，其共鳴箱的鼓面以貓或狗皮製成，是極具代表性的日本樂器。三味線在江戶時代被運用得極為廣泛，不論是歌舞伎、人形淨瑠璃的劇場音樂，或是各種歌曲音樂的伴奏，即使到了現在，也常常被使用。

- 民謠：各地流傳下來的歌謠，以勞動歌為居多。

1. ↑  季節的讚歌－華之和音與邦樂大師對話系列 （页面存档备份，存于）—國家兩廳院